# IC 4953
IC 4953 је спирална галаксија у сазвјежђу Паун која се налази на листи објеката дубоког неба у Индекс каталогу.
Деклинација објекта је - 62° 47' 31" а ректасцензија 20h 10m 0,0s. Привидна величина (магнитуда) објекта IC 4953 износи 14,9 а фотографска магнитуда 15,7. IC 4953 је још познат и под ознакама ESO 105-27, PGC 64193.